# ویکی‌پدیای لادین
ویکی‌پدیای لادین نسخه لادین ویکی‌پدیاست که دانشنامه‌ای آزاد با محتوای باز است. این ویکی‌پدیا که در اوت ۲۰۲۰ ایجاد گشت، تا فوریه ۲۰۲۴ تعداد ۱۸۰٬۶۶۳ مقاله و ۳۴ کاربر فعال ثبت‌نام‌کرده دارد. این ویکی‌پدیا در ژانویه ۲۰۲۲ به ۱۰٬۰۰۰ مقاله و در ژوئن ۲۰۲۲ به ۴۰٬۰۰۰ مقاله رسید.